# Smedjebacken (đô thị)
Đô thị Smedjebacken (Smedjebackens kommun) là một đô thị ở hạt Dalarna ở miền trung Thụy Điển. Thủ phủ nằm ở thị xã của Smedjebacken.
Năm 1967, thị xã (köping) Smedjebacken được hợp nhất với Norrbärke, một đơn vị mà vào năm 1918 Smedjebackenfrom được tách ra. Năm 1974, Söderbärke được bổ sung vào. Smedjebacken giáp với 8 đô thị khác.

## Các đơn vị dân cư trực thuộc
- Gubbo
- Hagge
- Ludvika (một phần nhỏ)
- Smedjebacken (thủ phủ)
- Söderbärke
- Vad